# 国鉄ED72形電気機関車
ED72形は、日本国有鉄道（国鉄）が1961年（昭和36年）から製造した交流電気機関車である。

## 概要
1961年の鹿児島本線門司港 - 久留米間交流電化の際に開発・投入された九州地区向けの交流電気機関車である。

## 構造
東北本線向けとして試作されたED71形1 - 3号機のうち、東芝製の2号機は乾式変圧器・風冷式イグナイトロン水銀整流器方式を採用した。試験の結果、ED71形の量産車では不採用となったものの、好成績を残したことから、本形式及び姉妹形式のED73形で採用されることとなった。

### 車体
前面は非貫通型とし、正面が「く」の字になった独特の形状を採用した。当時の九州地区は非電化区間が多かったことから、電気機関車牽引の旅客列車についても蒸気暖房を継続使用の方針が採られたため、列車暖房用蒸気発生装置（SG）を搭載した。このため重量が増加し、国鉄の電気機関車としては初めて中間台車を採用し、Bo-2-Bo軸配置とすることで軸重16t級とした。なお、SG用の燃料および水を積載しなければ軸重は14.5ｔになる。

### 機器・性能
制御方式は高圧タップ切換方式・水銀整流器格子位相制御・弱め界磁制御を採用する。
動台車には固定軸距2,800mmで「逆ハ」リンクを用い軸重移動対策を施した全側受式のDT119A形、中間台車はスポーク車輪が特徴のTR100形である。
主電動機ならびに駆動装置は、試作車と量産車で相違がある（詳細は後述）。

### 改造
本形式で施工された主な改造工事は以下に示す2件がある。なお、施工はすべて小倉工場である。

#### シリコン整流器交換工事
水銀整流器は保守運用の非効率と信頼性の低さという弱点があり、1970年代に入って保守・取扱が容易なシリコン整流器に交換する工事が3・4・9～20・22号機の15両に施工された。しかし、これには格子位相制御によるタップ間連続制御を喪失し、速度制御は高圧タップ切換に依存することとなり、トレードオフとして起動時の粘着性能低下や衝動の増加などの弊害を招いた。

#### SG撤去工事
1970年代半ばになると一般客車による旅客列車が減少するとともに、本形式に搭載されたSGは後継機種のED76形に比較すると取扱に若干の難があったことや、線路等級の低い佐世保線の入線を可能にするため、1975年3月の改正でSGの使用を停止した。さらに18・19・20号機の3両はSG・燃料タンク・水タンクを撤去する工事が施工された。

## 形態別概説
本形式は、試作車2両と量産車20両の計22両すべてが東芝で製造された。また新製配置も全車門司機関区である。

### 試作車
1961年に製造された1・2が該当する。
駆動方式は当時の国鉄新性能電気機関車の特徴であったクイル式駆動を採用し、主電動機はMT103形を搭載して2,000kW級の出力規模となった。

### 量産車
1962年に製造された3 - 22が該当する。試作車からの設計変更は以下に示す。
- 内部機器や配置の見直しが行われ、車重が83.4t→87.0tに増加した。
- 駆動方式が他形式も含め運用面で不具合が発生していたクイル式から吊り掛け式へ変更。
- 駆動方式変更に伴い主電動機もMT52形へ変更されて定格出力は1,900kWとなった。
- 運転台中央上部にあったシールドビーム式前照灯を左右に振り分ける位置に変更[2]。
- 側面はエアフィルタの上列に採光窓を配して横一列連続配置に変更。

これ以降の製造は打ち切られ、1965年以降の九州地区での電化区間拡大による機関車の需要増については、ED76形を製造することで対応した。

## 運用
本形式はSGを搭載することから、暖房源が必要な一般客車列車を中心に、ブルートレイン牽引や貨物列車運用にも入るなど、客貨両用に運用を開始した。しかし、軸重の問題からSG用の燃料および水を積載した状態で線路等級の低い路線に入線することができないために、九州の主要幹線が全面的に電化された後も北部九州地区のみで運用された。
しかし、1968年以降は20系客車のブレーキシステム変更により、その対応装備の一切を持たない本形式はブルートレイン牽引から撤退し、対応改造が施工された姉妹機ED73形に任務を譲っている。
1975年3月の山陽新幹線博多開業による本州直通夜行急行列車の大幅な廃止などで一般客車列車が減少したことから、これらの運用もSG操作が容易なED76形に集約し、同改正からSGの使用を停止した。それ以降、ED73形と共通運用で牽引機関車側に特別な装備を必要としない14系・24系客車による寝台特急や、貨物列車のけん引の運用に変更された。
1976年7月の長崎本線・佐世保線の電化で、長崎まで運用範囲を広げ、ED73形と共通運用で「あかつき」「さくら」「みずほ」や鹿児島本線熊本までの「明星」などをけん引している。
1976年に試作車の1・2が廃車されたのを皮切りに、量産機についても1978年より廃車が始まり、1980年には北陸本線よりEF70形の大量転入を受けて多くの車両が運用を離脱し、1982年までに全車が廃車された。

## 保存機
- ED72 1 - 九州鉄道記念館
  - 元は北九州市門司区の老松公園で静態保存されていたが[5]、2003年の九州鉄道記念館開館に際して現在の保存場所に移設された。1号機を残し、他はすべて解体され現存しない。